# Klondike
Klondike — бренд мороженого, принадлежащий компании Good Humor-Breyers. Продукт изготовлен из замороженного молочного десерта и шоколадной глазури.

## История
Мороженое Klondike было создано в начале 1920-х годов компанией Isaly Dairy Company из Мансфилда, штат Огайо. Права на название в итоге были проданы подразделению Good Humor-Breyers компании Unilever.
Первая зарегистрированная реклама Klondike была сделана 5 февраля 1922 года в газете Youngstown Vindicator. Мороженые обычно продаются в серебристых обёртках с изображением талисмана белого медведя. В отличие от фруктового льда и эскимо мороженое Klondike не имеет палочки из-за своего размера, о чём часто говорится в рекламе.
В 1976 году Генри Кларк, владелец компании Clabir, приобрёл права на бренд Klondike, принадлежавший с 1930-х годов сети ресторанов Isaly’s. В 1980-х годах мороженое Klondike было представлено потребителям по всей территории США. Под руководством Кларка продажи мороженого Klondike увеличились с 800 000 долларов в год на момент приобретения компанией Clabir в 1976 году до более чем 60 миллионов долларов.
В 1986 году Апелляционный суд одиннадцатого округа США запретил компании Kraft Foods Group использовать обёртку, напоминающую характерную обёртку мороженого Klondike, для мороженого «Polar B'ar». В 1987 году Верховный суд США отказался рассматривать апелляцию на решение суда низшей инстанции. В 1988 году компания Kraft урегулировала спор о товарном знаке с Ambrit Inc.